# 維利沙尼察亞河
維利沙尼察亞河（烏克蘭語：Вільшаниця），是烏克蘭的河流，位於該國西部利沃夫州，屬於戈洛吉爾卡河的支流，流經佐洛喬夫區，河道全長12公里，流域面積150平方公里。